# Madjid Hamza
Madjid Hamza (* 9. Mai 1946) ist ein ehemaliger algerischer Radrennfahrer.

## Sportliche Laufbahn
1970 gewann er zwei Etappen der Algerien-Rundfahrt, die er als Neunter der Gesamtwertung beendete. 1971 konnte er erneut einen Tagesabschnitt in dem heimischen Etappenrennen gewinnen. Bei den Afrikaspielen 1965 gewann er die Goldmedaille im Mannschaftszeitfahren.
Die Internationale Friedensfahrt fuhr er fünfmal, 1966 wurde er 81., 1967 76., 1969 60., 1970 55. und 1971 72. der Gesamtwertung.